# عبادت آدای و ماری
عبادت آدای و ماری (انگلیسی: Liturgy of Addai and Mari) یک عبادت نوع عشای ربانی متعلق به آیین سریانی شرقی و از لحاظ تاریخی در کلیسای مشرق شاهنشاهی ساسانی استفاده می‌شد.